# Håravfall

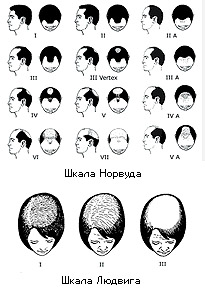
Schema över så kallat manligt håravfall, med krypande hårfäste.

Håravfall, eller alopeci, kan uppstå på grund av ärftliga, medicinska, mekaniska eller kemiska faktorer. Det kan, beroende på orsak, avse förlust av huvudhår eller kroppshår, generellt eller fläckvis. Cirka 2% av den svenska befolkningen beräknas ha håravfall och två tredjedelar av de som drabbas är yngre än 30 år. Möjligheten för återväxt av håret är dock större om man drabbas senare i livet.
Håravfall på huvudet förlöper på olika sätt hos olika personer som drabbas av det. Hos vissa stiger hårfästet i mitten över pannan, hos andra stiger hårfästet mest på sidorna över pannan och på en del glesas håret ut. Den vanligaste formen av håravfall på huvudet är androgen alopecia, i dagligt tal omnämnt manligt håravfall och drabbar en betydande del av den manliga befolkningen i varierad grad (samt ibland kvinnor) och dess förlopp följer i många fall ett klarlagt mönster (Norwood-Hamilton-skalan). 

## Orsaker
Det finns flera möjliga orsaker till håravfall. En av dessa är att dihydrotestosteron (DHT) får hårsäckarna att minska i storlek och på så sätt hämmar återväxten av hår. Testosteron omvandlas till DHT genom enzymet 5-alfa-reduktas typ 2, vilket finns i hårsäckarnas oljekörtlar. Det finns vissa läkemedelsbehandlingar på marknaden som kan hämma DHT och på så sätt främja hårväxten hos personer som drabbats av alopeci senare i livet (vid cirka 41-60 års ålder). Denna typ av behandling kan vara effektiv förutsatt att den påbörjas i tid. Om patienten upphör använda läkemedlet är dock risken stor att håravfallet återupptas. 
En annan möjlig orsak till håravfall är höga halter av prostaglandin D2 (PGD2), en signalsubstans som förekommer i hårsäckarna. Forskare har funnit stora koncentrationer av detta ämne i hårbotten hos män som har drabbats av håravfall. Ämnet har en bromsande effekt på hårväxten och bildas i större utsträckning hos patienter med manligt håravfall än hos andra människor.
I en rapport menar de bägge forskarna att man genom att hämma prostaglandin D2-syntas (PTGDS) skulle kunna behandla ärftligt håravfall hos män, till exempel med hjälp av selenklorid. De menar att möjligheterna att identifiera bioaktiva lipider som kan hämma eller främja hårväxten är stora, men jämför samtidigt uppgiften med att hitta en nål i en höstack.

## Andra former av håravfall
Andra former av håravfall är kvinnligt håravfall, alopecia areata (fläckvist håravfall), alopecia totalis (totalt håravfall) och alopecia universalis (totalt håravfall inkl kroppsbehåring). Till gruppen håravfall av kemiska orsaker räknas det håravfall som kommer i samband med cytostatikabehandling. 
Under eller efter graviditet är det vanligt med håravfall. Det beror på att fler hårfolliklar inträder i vilofas, och i normalfallet återinträder hårfolliklarnai tillväxtfas 3-4 månader efter förlossning.
Skallighet är en avsaknad av hårväxt på hela eller delar av huvudet. Relativt många män utvecklar skallighet med stigande ålder, och även en del kvinnor om än mycket färre (se vidare hyperandrogenism). Benägenhet att utveckla skallighet är delvis ärftligt. Den kala delen av huvudet, oavsett om den täcker hela eller delar av det, kallas ofta flint. Skallighet på grund av cytostatika är ytterligare en påfrestning i en svår situation.

## Behandling
Då skallighet oftast är oönskat säljs ett flertal produkter som ska motverka skallighet. Ett av de absolut vanligaste sätten att dölja håravfall och tunt hår är att använda färgade hårfibrer, de fastnar på hårstråna och gör dem tjockare så att de tunna områdena på skalpen döljs.
En annan behandling mot håravfall är PRP (Platelet Rich Plasma). Behandlingen innebär att plasma med tillväxtfaktorer extraheras ur patientens eget blod för att sedan injiceras i hårbotten. Detta stimulerar hårtillväxten vilket gör att behandlingen fungerar proaktivt mot håravfall.
Andra metoder som använts är att bära peruk eller tupé, men även metoder som hårtransplantation förekommer. Genom att kyla skalpen kan man förhindra håravfall vid cytostatikabehandling.